# Cuartito azul
Cuartito azul es un famoso tango compuesto por Mariano Mores con letra de Mario Battistella. Fue estrenado en 1939 cantado por Ignacio Corsini y narra la experiencia de un joven que se despide de la habitación en donde vivió su adolescencia siguiendo a su primer amor. Se trata de la historia del propio Mores, y fue su primer gran éxito.

Alrededor de 1937 Mariano Mores decidió mudarse a Villa del Parque para poder estar cerca de su novia, Myrna, quien hoy es su esposa. Mores consiguió, a una cuadra de la casa de ella, una pieza no muy grande, pero que tenía su propio baño y un lavabo. La habitación estaba pintada de azul pero cada 15 días se descascaraba y entonces él cada dos semanas la volvía a pintar con cal y jabón azul para lavar la ropa. Fue ahí donde se inspiró en componer “Cuartito azul”, su primer gran éxito que lo hizo conocido y popular.

El azul no se usaba como jabón sino como blanqueador para la ropa. La marca era Azul Brasso.

## Homenajes

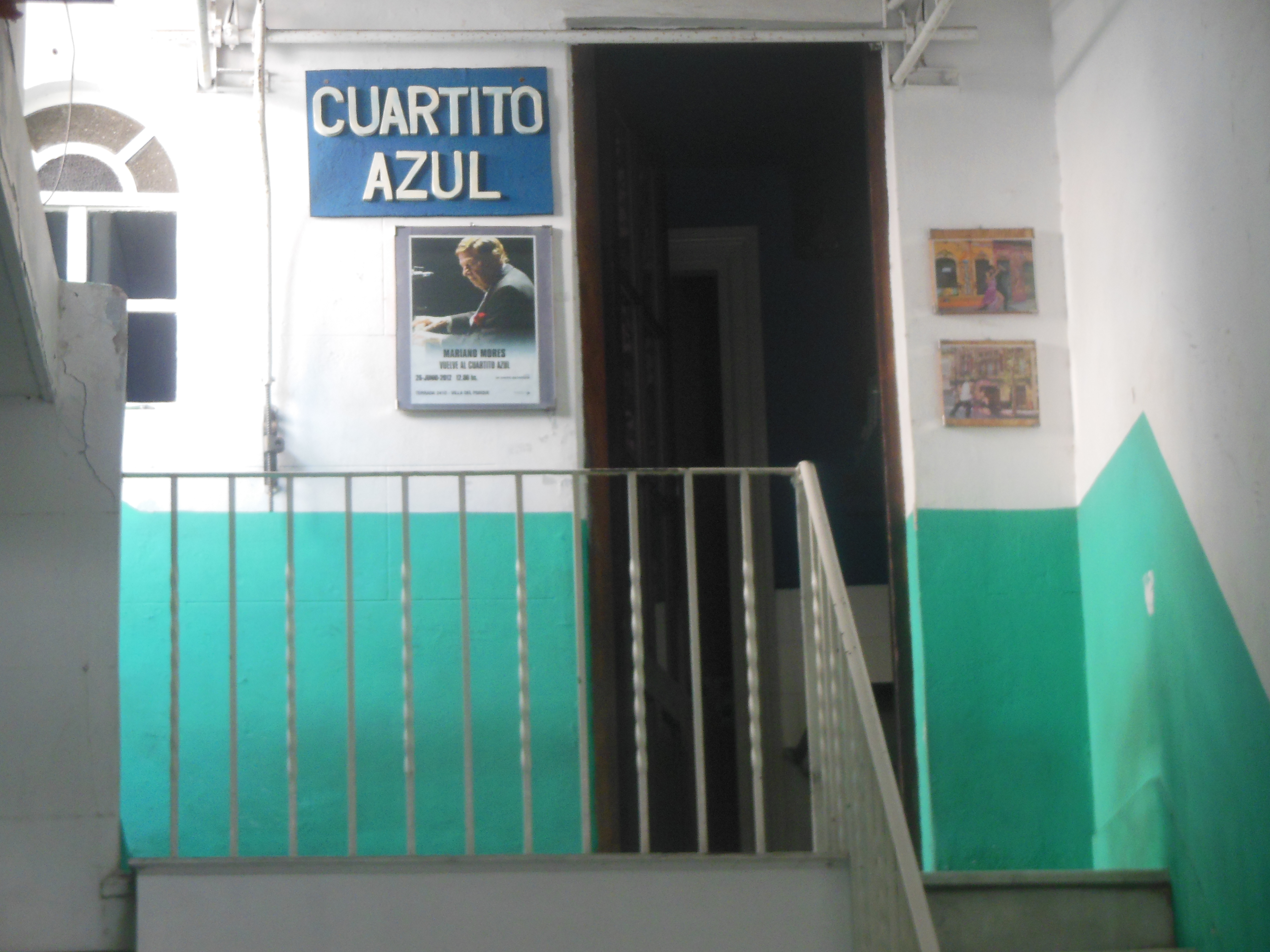
El cuartito azul, en donde vivió Mariano Mores en su juventud

El 27 de junio del 2012 Mariano Mores fue homenajeado en la casa de Terrada 2410, donde había compuesto la canción hacía 75 años. La propiedad había sido comprada años atrás por quien resultó ser, casualmente, una admiradora del tango y de Mores. Al verificar que allí estaba el famoso "cuartito azul" no dudó en restaurarlo y fomentar un homenaje. Actualmente en la fachada de la casa una placa reza: “En esta casa vivió y compuso el tango Cuartito Azul el maestro Mariano Mores” 